# 女王路佩卡姆站
女王路佩卡姆站（英語：Queens Road Peckham railway station）是伦敦地上铁东伦敦线克拉珀姆支线的一座车站，位于伦敦的南華克區，属于第2收费区。此外南方铁路亦使用本站。

## 概況
本站于1866年8月13日开通使用，拥有2个侧式月台和1个岛式月台和两部电梯及楼梯。

## 列车服务
周一至周六非高峰期：
- 至伦敦桥站方向：每小时4班
- 至西克罗伊登站方向：每小时2班
- 至贝肯翰姆交汇站方向：每小时2班
- 至克拉珀姆交汇站方向：每小时4班
- 至达尔斯顿交汇站方向：每小时4班

因东伦敦线二期的建设工程，深夜列车会以南伦敦线的巴特锡公园站为终点。
周日：
- 至伦敦桥站方向：每小时4班
- 至东克罗伊登站方向：每小时2班
- 至水晶宫站方向：每小时2班
- 至克拉珀姆交汇站方向：每小时4班
- 经达尔斯顿交汇站至海布里及伊斯灵顿站方向：每小时4班